# Stéphane Pierre Corneille
Pour les articles homonymes, voir Corneille.
 (novembre 2024).
Stéphane Pierre Corneille, né le 23 septembre 1984 à Croix-des-Bouquets en Haïti, est un entrepreneur et  consul honoraire pour la Republique du Congo (Afrique Centrale) en  Haïti.

## Biographie
Né le 23 septembre 1984 à Croix-des-Bouquets en Haïti, Stéphane Pierre vit à Carrefour jusqu'à l'âge de 15 ans, puis à Torcel dans la commune de Pétion-Ville de 1999 à 2008. Il étudie le marketing relationnel à HEC Montréal au Canada.
Il dirige actuellement plusieurs entreprises dans les domaines de la FINTECH, des boissons énergisantes, de l'agriculture, de l'immobilier, des minéraux et des énergies renouvelables. Son activité initiale de démarrage était d'acheter des projecteurs et d'autres accessoires de véhicules au centre-ville de Port-au-Prince pour les revendre à Pétion-Ville. Cette activité lui a permis de gagner d'argents à l'époque.
En 2002, il a créé STEPICO, une entreprise spécialisée dans le nettoyage et la collecte des ordures à l'époque où il était encore un jeune étudiant d'une vingtaine d'années. Il a été contraint de quitter le pays en 2008 pour des raisons de sécurité, et de résider définitivement au Canada.
Arrivé au Canada en 2008, plus précisément à Montréal, il a intégré le HEC de Montréal pour suivre des études en marketing et vente relationnelle. Pendant ses études, il a lancé un magasin de chaussures et un restaurant haïtien nommé "Pikliz" qui n’ont pas duré. Il a lancé ensuite deux autres entreprises, à savoir "Endurance Energy Drunk", une boisson énergisante et "Heyseller Pay" qui est une plateforme de paiement et a pour but de faciliter les transactions entre les pays en vue de contribuer à combattre l’extrême pauvreté.
Stéphane Pierre Corneille, à travers Corneille Empire a pris l'engagement d'investir en Afrique. Corneille Empire, qui est un complexe qui fait des investissements dans l’agriculture, l’immobilier et l’extraction minière. Depuis plusieurs années, il est consul honoraire du Congo en Haïti durant la COVID-19, il a offert $250 000.00 USD en matériels de protection à plusieurs organismes dans la communauté haïtienne à Montréal.

## Réferences
1. ↑  « Stephane Pierre Corneille », sur www.gotroo.com (consulté le 8 février 2023)
2. ↑  (en-US) « Stéphane Pierre Corneille un entrepreneur dans l'âme », sur lenational.org/ (consulté le 6 février 2023)
3. ↑  Whgandalf, « Montréal : Un Haïtien à l’assaut de la vente au détail sur le web », sur Challenges, 29 avril 2016 (consulté le 6 février 2023)
4. ↑  (en-GB) « Endurance Energy Drink - Energizing and Refreshing Drink », sur Endurance Energy Drink (consulté le 6 février 2023)
5. ↑  « Le Nouvelliste », sur www.lenouvelliste.com (consulté le 6 février 2023)
6. ↑  Olivier Faucher, « COVID-19: un entrepreneur donne 250 000$ à Montréal-Nord », sur Journal Métro, 17 juin 2020 (consulté le 6 février 2023)